# 裂殼蔡伯介
裂殼蔡伯介（学名：Triebelina schyroconcha）为土菱介科蔡伯介屬下的一个种，主要分佈於台灣。裂殼蔡伯介的殼體為香腸形，前後緣為弧形。殼表有緻密的顆粒。